# Des Moines Dragons
I Des Moines Dragons sono stati una franchigia di pallacanestro della IBA, con sede a Des Moines, nell'Idaho, attivi tra il 1997 e il 2001.
Disputarono la finale IBA per due anni di seguito: nel 2000 vinsero il titolo contro i Magic City Snowbears, mentre nel 2001 persero contro i Dakota Wizards.

## Stagioni
| Stagione | Lega | Denominazione      | V  | P  | %    | Piazzamento | Play-off           |
| -------- | ---- | ------------------ | -- | -- | ---- | ----------- | ------------------ |
| 1997-98  | IBA  | Des Moines Dragons | 22 | 12 | 64,7 | 2º          | Semifinale         |
| 1998-99  | IBA  | Des Moines Dragons | 18 | 16 | 52,9 | 2º          | Finale di division |
| 1999-00  | IBA  | Des Moines Dragons | 25 | 11 | 69,4 | 1º          | Campioni           |
| 2000-01  | IBA  | Des Moines Dragons | 28 | 12 | 70,0 | 1º          | Finale IBA         |